# USS Glenard P. Lipscomb (SSN-685)
| «Глєнард П.Ліпскоб»                                              | «Глєнард П.Ліпскоб»                                      | «Глєнард П.Ліпскоб»                                      |
| ---------------------------------------------------------------- | -------------------------------------------------------- | -------------------------------------------------------- |
| USS Glenard P. Lipscomb (SSN-685)                                |                                                          |                                                          |
|                                                                  |                                                          |                                                          |
| Американський атомний підводний човен «Глєнард П.Ліпскоб» у морі |                                                          |                                                          |
| Верф                                                             | Electric Boat (General Dynamics), Гротон, Коннектикут    | Electric Boat (General Dynamics), Гротон, Коннектикут    |
| Під прапором                                                     | США                                                      | США                                                      |
| На честь                                                         | конгресмена від штату Каліфорнія Глєнарда Ліпскоба       | конгресмена від штату Каліфорнія Глєнарда Ліпскоба       |
| Замовлення                                                       | 16 грудня 1968                                           | 16 грудня 1968                                           |
| Закладений                                                       | 5 червня 1971                                            | 5 червня 1971                                            |
| Спуск на воду                                                    | 4 серпня 1973                                            | 4 серпня 1973                                            |
| Введений до складу флоту                                         | 21 грудня 1974                                           | 21 грудня 1974                                           |
| Виведений зі складу флоту                                        | 11 липня 1990 року виведений зі складу флоту             | 11 липня 1990 року виведений зі складу флоту             |
| На службі                                                        | 1974–1999                                                | 1974–1999                                                |
| Прізвисько                                                       | The Lipscombfish / Glenny P                              | The Lipscombfish / Glenny P                              |
| Сучасний статус                                                  | 1997 року утилізований                                   | 1997 року утилізований                                   |
| Бойовий досвід                                                   | Холодна війна                                            | Холодна війна                                            |
| Проєкт                                                           |                                                          |                                                          |
| Тип ПЧ                                                           | експериментальний атомний підводний човен                | експериментальний атомний підводний човен                |
| Основні характеристики                                           |                                                          |                                                          |
| Швидкість (надводна)                                             | 18 вузлів (33 км/год)                                    | 18 вузлів (33 км/год)                                    |
| Швидкість (підводна)                                             | 23 вузли (43 км/год)                                     | 23 вузли (43 км/год)                                     |
| Гранична глибина занурення                                       | 400 м                                                    | 400 м                                                    |
| Екіпаж                                                           | 121 офіцер та матрос                                     | 121 офіцер та матрос                                     |
| Розміри                                                          |                                                          |                                                          |
| Довжина найбільша (по КВЛ)                                       | 111 м                                                    | 111 м                                                    |
| Ширина корпусу найб.                                             | 9,65 м                                                   | 9,65 м                                                   |
| Водотоннажність надводна                                         | 5906 т                                                   | 5906 т                                                   |
| Водотоннажність підводна                                         | 6584 т                                                   | 6584 т                                                   |
| Силова установка                                                 |                                                          |                                                          |
| 1 × водно-водяний ядерний реактор S5G                            |                                                          |                                                          |
| Гвинти                                                           | 1                                                        | 1                                                        |
| Озброєння                                                        |                                                          |                                                          |
| Торпедно- мінне озброєння                                        | 4 × 533-мм носових ТА для стрільби торпедами та ракетами | 4 × 533-мм носових ТА для стрільби торпедами та ракетами |
| Зображення на Вікісховищі                                        |                                                          |                                                          |

«Глєнард П.Ліпскоб»  (англ. USS Glenard P. Lipscomb (SSN-685) — унікальний експериментальний багатоцільовий атомний підводний човен ВМС США.
«Глєнард П.Ліпскоб» був закладений 5 червня 1971 року на верфі компанії Electric Boat (General Dynamics) у Гротоні, в штаті Коннектикут, де 4 серпня 1973 року корабель був спущений на воду. 21 грудня 1974 року він увійшов до складу ВМС США.
«Глєнард П.Ліпскоб» був розроблений за проектом SCB 302.68. Він був другою конструкцією підводного човна ВМС США з використанням турбоелектричної трансмісії; першим був менший за розміром «Талібі». Створення «Глєнард П.Ліпскоб» мало за мету перевірити потенційні переваги цієї рушійної установки для забезпечення більш спокійної та безпечної роботи підводного човна повного розміру (безпечніше, оскільки зворотна тяга була б миттєвою з поворотом електричної полярності двигуна постійного струму). Конфігурація «Талібі» повинна була збільшитися в шість разів, що призвело до водотоннажності 6400 тонн і довжини 111 м. Таким чином, «Глєнард П.Ліпскоб» був більшим, ніж аналогічні човни зі звичайними рушійними установками, що призводило до повільніших швидкостей через більшу водотоннажність та змочену площу. Наступні підводні конструкції США не включали турбоелектричний привід аж до появи підводних човнів типу «Коламбія». Крім машинного відділення, «Глєнард П.Ліпскоб», як правило, був схожий на клас «Стерджен», і хоча він служив тестовою платформою, він був повністю боєздатним ударним підводним човном.